# آخرین غزل
آخرین غزل مجموعهٔ تلویزیونی محصول سال ۱۳۸۷ به کارگردانی نادر برهانی مرند و بیژن صمصامی، نویسندگی بابک صفی‌خانی و تهیه‌کنندگی علی مهام می‌باشد که از شبکه قرآن پخش شد. این مجموعه در ۵ قسمت و ۴۵ دقیقه‌ای تهیه شد. آذرماه همان سال از شبکه قرآن پخش شد.

## خلاصهٔ داستان
عبدالمطلب جد پیامبر با خدای خود عهد می‌بندد تا فرزند کوچکش عبدالله از حادثه‌ای نجات یابد. پس از سال‌ها عبدالله با آمنه ازدواج می‌کند و از ایشان فرزندی زاده می‌شود که او را محمد نام می‌نهند. محمد هنوز کودک است که مادرش و جدش فوت می‌کنند و عمویش ابوطالب سرپرستی او را به عهده می‌گیرد و…

## بازیگران
- فخرالدین صدیق‌شریف
- سیامک صفری
- شیوا ابراهیمی
- ولی‌الله مؤمنی
- عطیه غبیشاوی
- رضا بهبودی
- حسنعلی عشقیان
- اسفندیار مهرتاش
- معصومه کریمی
- هوشنگ هیهاوند
- منوچهر علیپور